# Letov Š-21

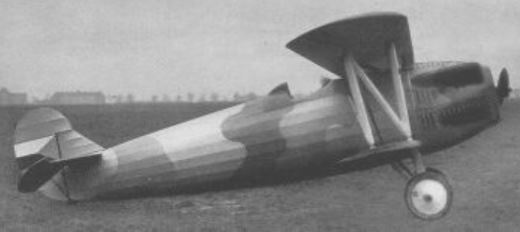
Letov Š-21

De Letov Š-21 is een Tsjechoslowaaks eenzits dubbeldekker lesvliegtuig gebouwd door Letov. De Š-21 is ontworpen door ingenieur Alois Šmolík en is gebaseerd op de Š-20. De Š-21 vloog voor het eerst in 1926. Er is slechts één prototype gebouwd.

## Specificaties
- Bemanning: 1, de piloot
- Lengte: 7,53 m
- Spanwijdte: 10,10 m
- Vleugeloppervlak: 19,60 m2
- Leeggewicht: 641 kg
- Startgewicht: 863 kg
- Motor: 1× Hispano-Suiza 8 Aa, 132 kW (180 pk)
- Maximumsnelheid: 210 km/h
- Kruissnelheid: 180 km/h
- Plafond: 4 000 m
- Vliegbereik: 420 km